# Брюинс Слот, Ханке
Ханке Гердина Йоханетта Брюинс Слот (нидерл. Hanke Gerdina Johannette Bruins Slot; род. 20 октября 1977, Апелдорн, Гелдерланд) — нидерландский юрист, армейский офицер, политический и государственный деятель. Член партии «Христианско-демократический призыв». В прошлом — министр иностранных дел Нидерландов (2023—2024), министр внутренних дел и по делам королевства Нидерландов (2022—2023), член Второй палаты Генеральных штатов Нидерландов (2010—2019).

## Биография
Родилась 20 октября 1977 года в Апелдорне. Дочь политика Харма Брюинса Слота (род. 1948).
В 1996 году окончила школу и поступила в Утрехтский университет, где до 2001 года изучала конституционное и административное право, государственное управление и менеджмент.
В 2001—2003 годах — политический сотрудник в Департаменте управления и законодательства в Министерстве внутренних дел Нидерландов. В 2004—2005 годах — старший политический сотрудник Административного департамента в Министерстве внутренних дел Нидерландов.
В 2005—2007 годах прошла обучение в Королевской военной академии в городе Бреда, чтобы стать артиллерийским офицером. В 2007—2010 годах служила в Королевской армии Нидерландов, была командиром взвода самоходных гаубиц в 2007—2009 годах, в 2008 году отправлена в провинцию Урузган во время пребывания голландского контингента в составе международных сил ISAF в Афганистане. В 2009 году стала офицером оперативного отдела командования, в 2010 году — офицером штаба. В 2010 году присвоено звание капитана артиллерии.
По результатам парламентских выборов 2010 года избрана депутатом Второй палаты (Палаты представителей) Генеральных штатов от Христианско-демократического призыва. Переизбиралась в 2012 и 2017 годах. Была депутатом почти 9 лет.
С 2019 по 2022 год была членом исполнительной власти (депутатом) провинции Утрехт.
10 января 2022 года получила портфель министра внутренних дел и по делам королевства в коалиционном четвёртом кабинете Рютте, сформированном по результатам парламентских выборов 2021 года.